# Río Azat
El río Azat (en armenio: Ազատ) es un río armenio que nace en la ladera occidental de las montañas Geghama, provincia de Ararat y se dirige hacia el suroeste atravesando Garni, Lanjazat y Arevshat antes de unirse al Aras por la orilla izquierda cerca de Artashat. Tiene una longitud de 55 kilómetros y una cuenca de 572 km². 
La parte alta del valle que contiene el río alberga el monasterio de Geghard y otros edificios que, en su conjunto, forman un lugar Patrimonio de la Humanidad de la Unesco desde el año 2000. Por la precisión se trata de la proximidad del pueblo de Goght, en la provincia de Kotayk.